# Opisthoxia sardes
Opisthoxia sardes là một loài bướm đêm trong họ Geometridae.